# Guerrouma
Guerrouma (în arabă قرومة) este o comună din provincia Bouira, Algeria.
Populația comunei este de 14.570 de locuitori (2008).